# 松下圭太
松下 圭太（まつした けいた、1984年9月18日 - ）は、愛媛県出身の元プロ野球選手（外野手）。

## 来歴・人物
高校1年からレフトでレギュラー。地元では岩村明憲以来の逸材と評判だった。高校2年生の時にセンターで4番を打ち、松山坊っちゃんスタジアムのライトスタンド中段に130m級の本塁打を打ち込んだ。
2002年、JR四国の内定を辞退し、阪神タイガースの入団テストを受け合格。ドラフト12巡目でプロ入りした。
プロではミートのうまい打撃で注目されたが、今ひとつ殻を破れず1軍出場が無いまま3年で引退。
引退後はスポーツ用品メーカーハタケヤマに勤務。グラブの製造を担当していたが、その後スポーツオーソリティに移っている。
また、阪神球団が主催する少年野球教室にも参加している。

## 詳細情報

### 年度別打撃成績
- 一軍公式戦出場なし

### 背番号
- 69 （2003年 - 2005年）